# Robert Bellin
Robert Bellin (Great Yarmouth, 30 giugno 1952) è uno scacchista britannico, Maestro Internazionale.

## Carriera sportiva

### Principali risultati
- 1978:  =1º a Wijk aan Zee (torneo B)
- 1979:  1º nel Campionato britannico a Chester
- 1981:  1º nel torneo di Pechino/Canton/Shanghai, davanti tra gli altri a Jon Speelman e Raymond Keene

## Vita privata
È sposato col il GM femminile Jana Bellin,  con la quale ha avuto due figli: Robert (nato nel 1989) e Christopher (nato nel 1991).

## Opere letterarie
Ha scritto alcuni libri di scacchi, tra cui:
- Winning with the Dutch, Batsford, London, 1990[2]
- London System Repertoire, Batsford, London, 2005